# Crozetvalfågel
Crozetvalfågel (Pachyptila salvini) är en fågel i familjen liror inom ordningen stormfåglar.

## Utseende
Valfåglar är små, blågrå petreller med svartbandad stjärt och ett mörkt band diagonalt över ovansidan på vingen. Arterna i släktet är synnerligen lika varandra och ofta omöjliga att skilja åt i fält. Crozetvalfågeln är i det närmaste identisk med både brednäbbad valfågel (P. vittata) och antarktisvalfågel (P. desolata). Den skiljer sig från den senare genom mindre grått på sidan av bröstet och en tydligare gräns mellan grå halssidor och vitt bröst. Brednäbbad valfågel har mycket större svart (ej blå) näbb och verkar i fält mer storhövdad. Amsterdamvalfågeln (P. macgillivrayi, fram tills nyligen behandlad som underart, se nedan) har bredater näbb och i genomnsnitt något längre vingar.

## Utbredning och systematik
Crozetvalfågel häckar på Prins Edwardöarna och Crozetöarna i södra Indiska oceanen. Den har tidigare behandlats som underart till brednäbbad valfågel (P. vittata). Fran tills nyligen kategoriserades å andra sidan amsterdamvalfågeln (P. macgillivrayi) som underart till salvini, då med det svenska trivialnamnet salvinvalfågel, men denna urskiljs sedan 2022 oftast som egen art. Analys av läten, morfologi och häckninstid bekräftar att crozetvalfågeln skiljer sig från antarktisvalfågel (P. desolata), ljushuvad valfågel (P. turtur) och smalnäbbad valfågel (P. belcheri), medan genetiska studier visar att den kan separeras från brednäbbad valfågel och amsterdamvalfågel. Samma studier visar att den verkar utgöra systerart till antarktisvalfågeln, medan andra har föreslagit att den har sitt ursprung som en hybridpopulation mellan antarkstisvalfågel och brednäbbad valfågel.

## Levnadssätt
Crozetvalfågel häckar i kolonier på öar. Liksom övriga valfåglar är den sällskaplig till havs och kan uppträda i stora flockar, med för släktet karakteristiskt kastande flykt tätt över vågorna. Den följer ibland fartyg.

## Status
Internationella naturvårdsunionen IUCN kategoriserar arten som livskraftig. Beståndet tros vara stabilt.

## Namn
Fågelns vetenskapliga artnamn hedrar den engelska ornitologen Osbert Salvin (1835-1898). Fram tills nyligen kallades den salvinvalfågel även på svenska, men justerades 2022 till ett enklare och mer informativt namn av BirdLife Sveriges taxonomikommitté.